# Hipsodòncia

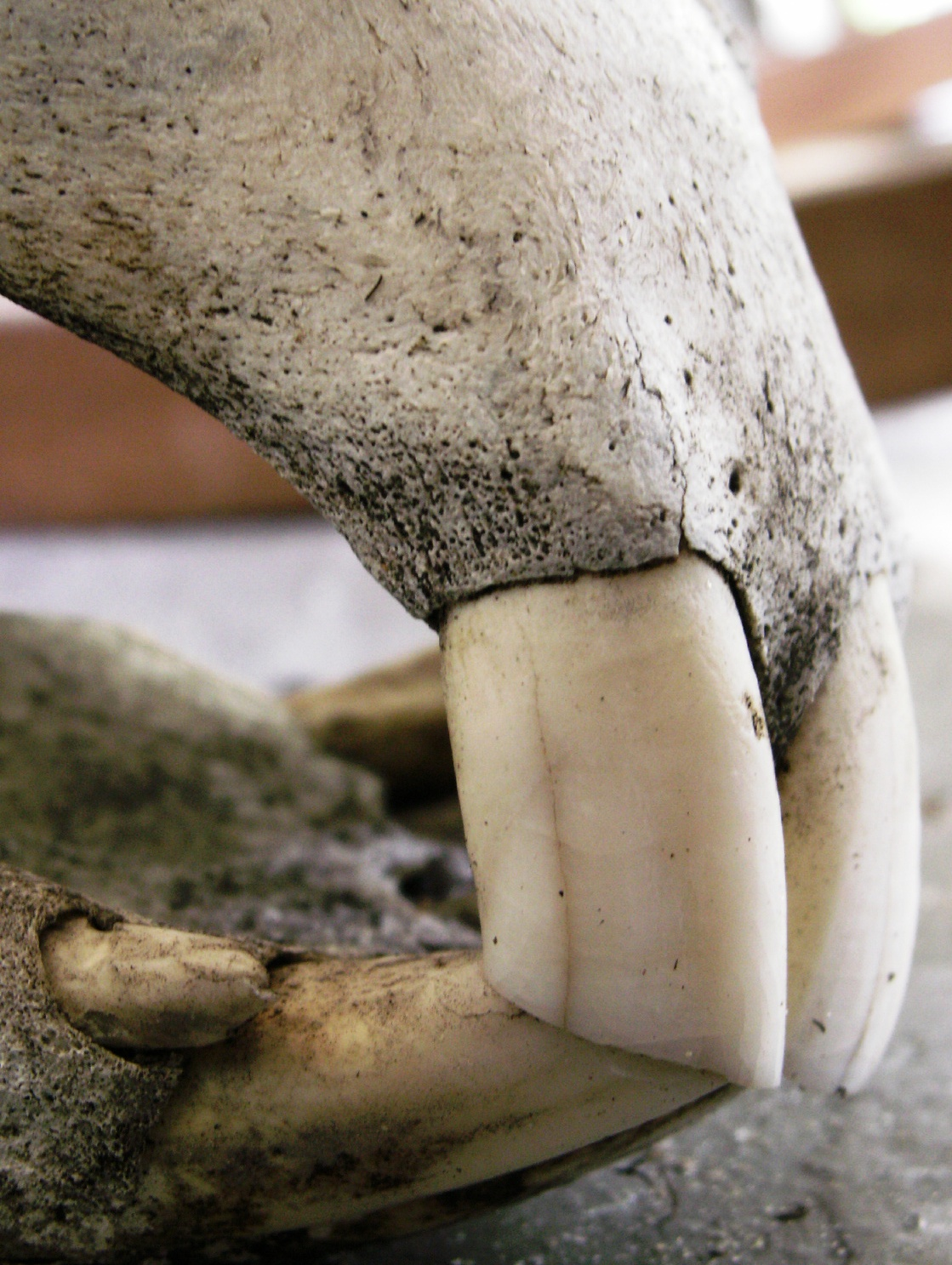
Incisives de cavall

En mastologia, la hipsodòncia és la presència de dents de corona alta, arrels de vegades curtes, esmalt dental que s'estén més de la línia gingival i un creixement prolongat o continu de les dents.
Es dona sovint en animals que tenen una alimentació vegetal rica en fibra o minerals, com els rosegadors (sobretot els castors), els cavalls i els cérvols.

## Vocabulari associat
L'adjectiu corresponent és hipsodont/a.
La situació contrària, és a dir, la presència de corones baixes, es diu «braquiodòncia».